# پدرخوانده ۲ (بازی ویدئویی)
پدرخوانده ۲، یک بازی ویدیویی اکشن ماجراجویی باز است که توسط EA Redwood Shores ساخته شده و توسط Electronic Arts برای مایکروسافت ویندوز، پلی استیشن ۳ و ایکس باکس ۳۶۰ منتشر شده‌است. این بازی در سراسر جهان برای همه سیستم عامل‌ها در آوریل ۲۰۰۹ منتشر شد.

## بازی
پدرخوانده ۲ یک بازی شناخته شده در جهان است که از منظر سوم شخص ایفا شده‌است که در این بازی بازیکن Dominic, Don از خانواده Corleone در نیویورک و مایکل کورلئونه را تحت کنترل دارد. گیم پلی اولیه و مکانیک بازی به عنوان زیرمجموعه کلونهای Grand Theft Auto قرار می‌گیرند، زیرا بازیکن می‌تواند آزادانه در سراسر جهان بازی کند، وسایل نقلیه فرماندهی، هر کاری را که آنها می‌خواهند از نظر حمله یا کشته شدن غیرنظامیان بی‌گناه انجام دهند و از طریق داستان پیشرفت کنند در اوقات فراغت خود، زمان زیادی را صرف سفر به شهر می‌کنند، همان‌طور که می‌خواهند.